# Cmentarz żydowski w Rychwale
Cmentarz żydowski w Rychwale – kirkut został założony w XIX wieku. Mieści się w Rychwale przy ul. Żurawin. W okresie lat 60. XX wieku masyw cmentarza został rozebrany z polecenia ówczesnych władz gminy Rychwał. Do dziś nie zachował się żaden nagrobek. Jest wpisany do gminnej ewidencji zabytków.